# Ubuntu MATE
 (août 2023).
Ubuntu MATE est une distribution Linux variante d'Ubuntu, qui utilise l'environnement de bureau MATE, basé sur GNOME 2, à la place de celui par défaut de la distribution de base, GNOME 3.

## Historique
Le projet Ubuntu MATE est lancé en 2014 par Martin Wimpress and Alan Pope, à la suite de l'adoption par GNOME 3  (techniquement appuyé sur GNOME Shell) d'une interface graphique de type tablette/smartphone et aux mécontentements.
En 2014 Ubuntu employait encore Unity (environnement de bureau) et n'a basculé sur GNOME 3 qu'en 2017 (version 17.10).

## Identité visuelle
Ubuntu MATE s’inspire du logotype d'Ubuntu en remplaçant sa couleur (orangé) par celle du bureau MATE (vert) :

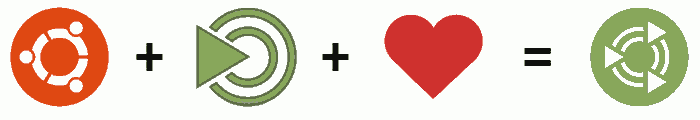
Explication graphique du logo d’Ubuntu MATE.

## Exemples d'environnements

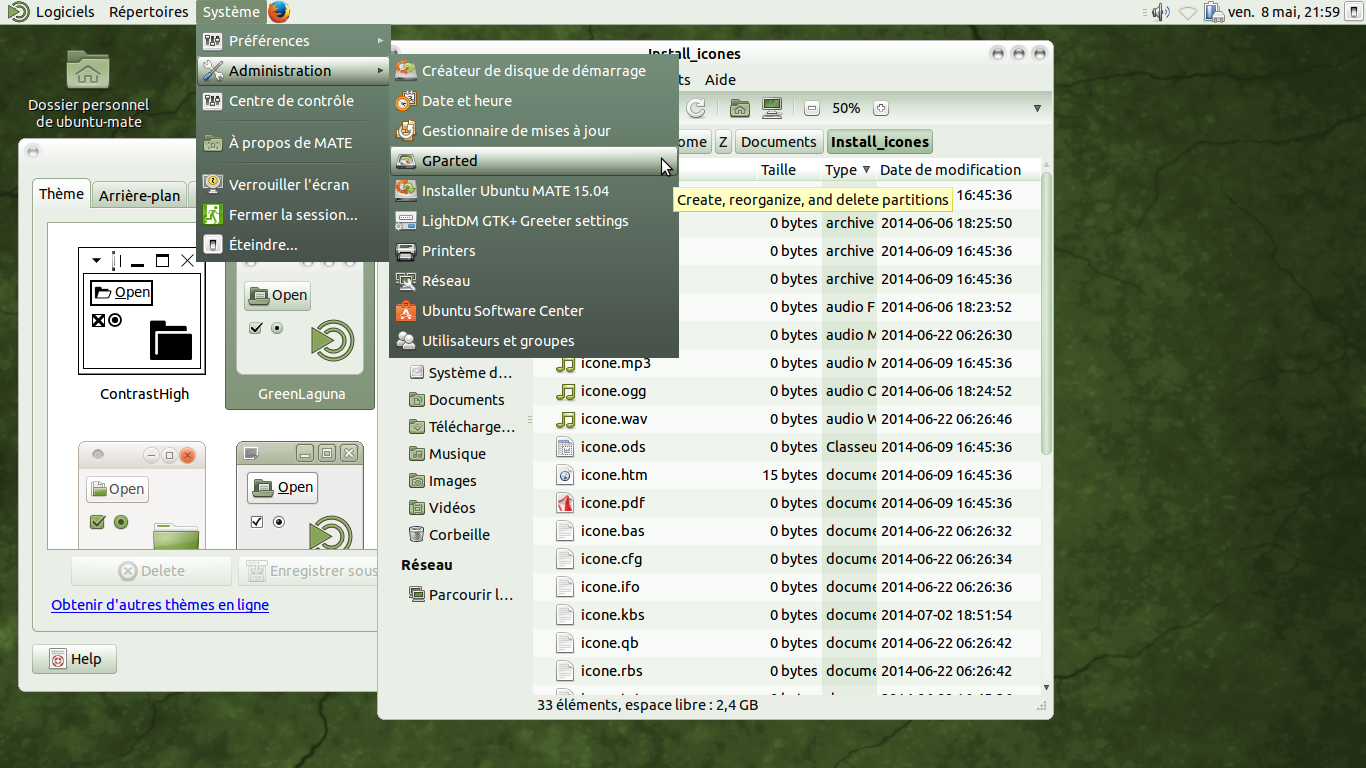
Bureau Ubuntu-Mate 15.04 (fond clair)
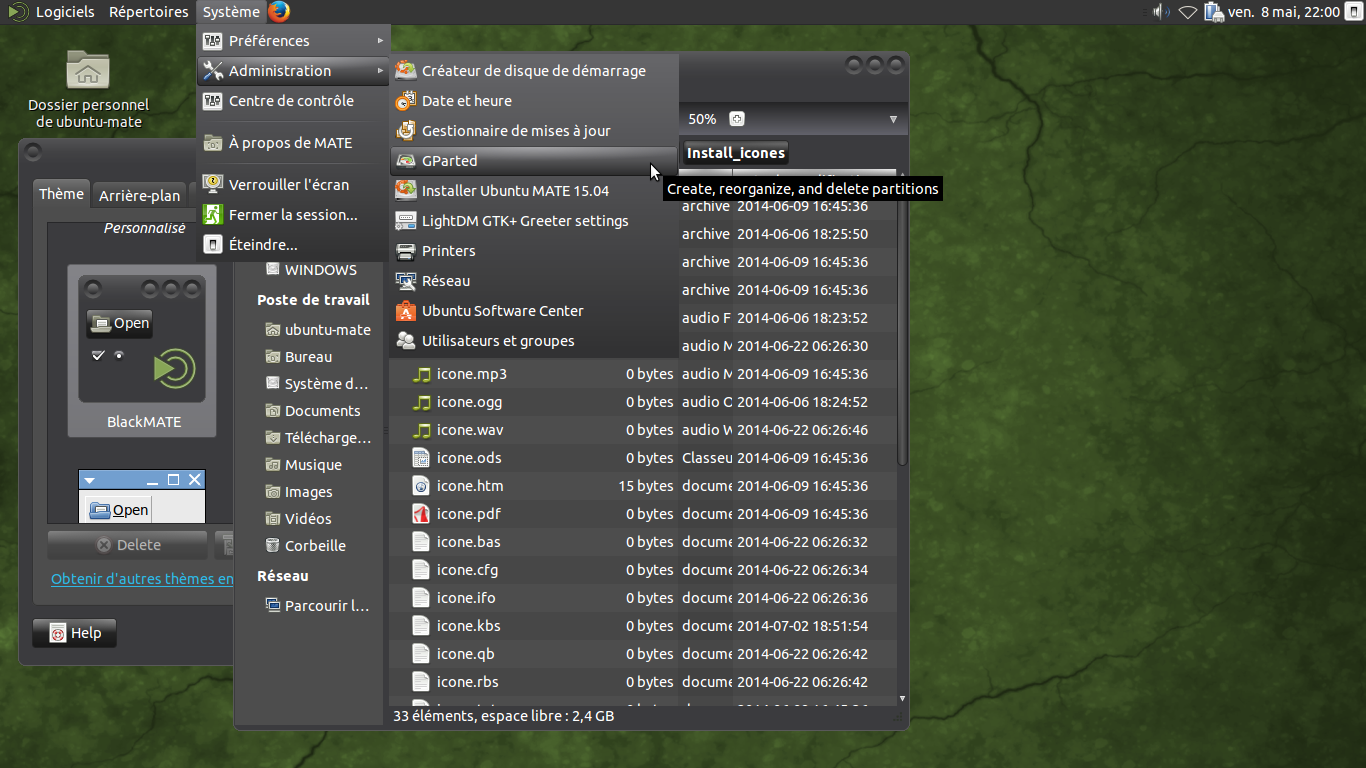
Bureau Ubuntu-Mate 15.04 (fond foncé)
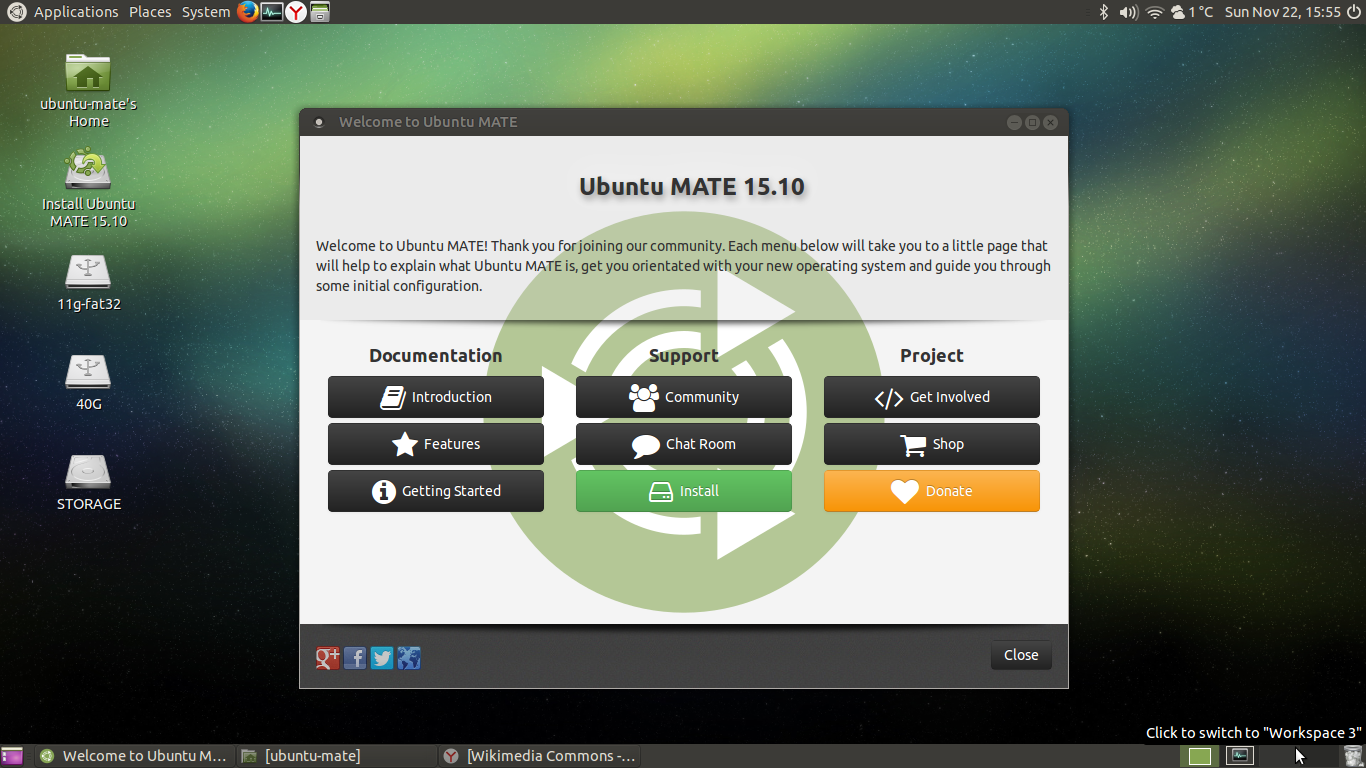
Bureau de Ubuntu 15.10 (accueil version portable)
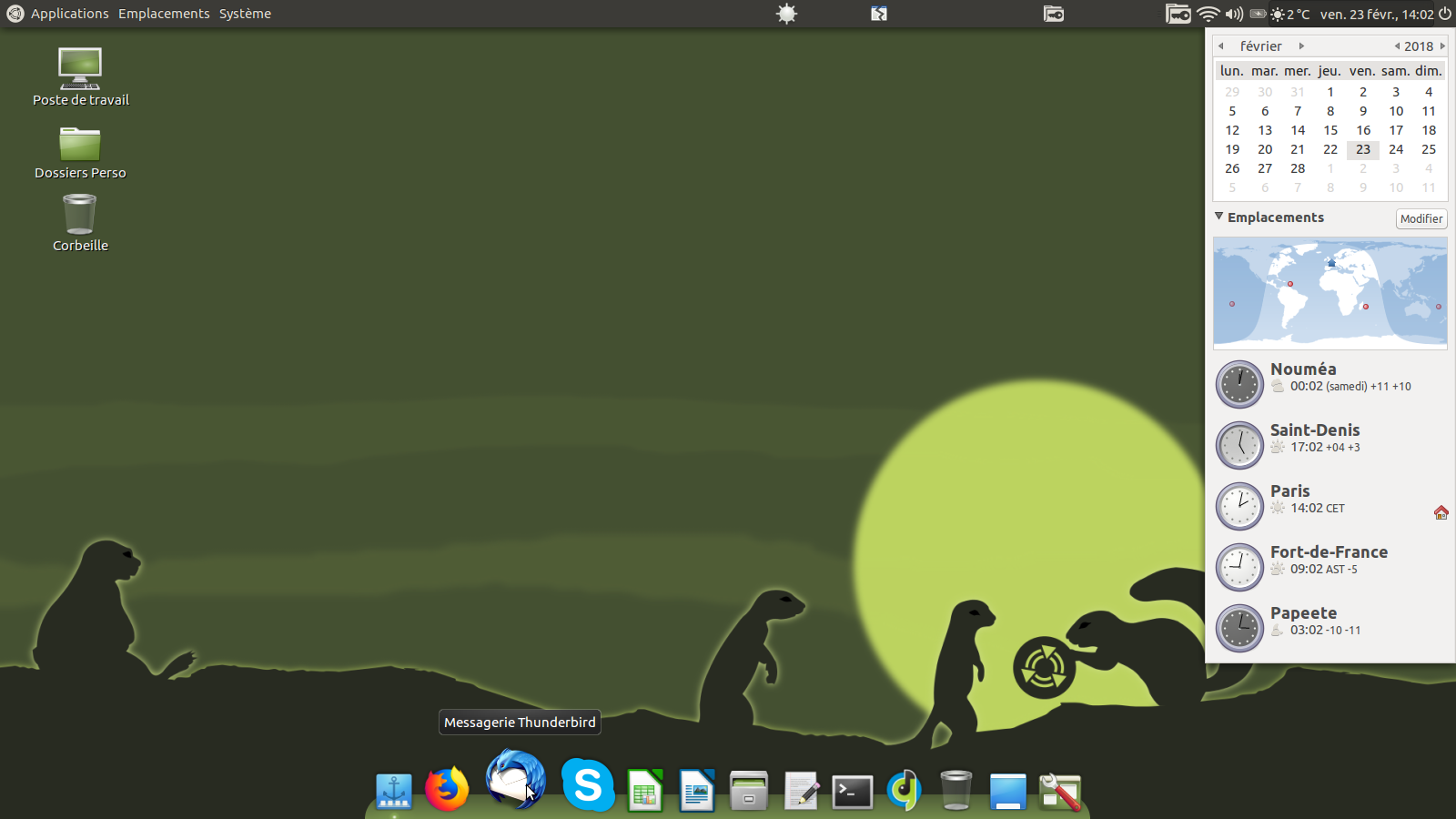
Ubuntu MATE 16.04 LTS, avec Plank

## Logiciels
Depuis avril 2015 (à partir de la version 15.04), Ubuntu MATE est l'une des saveurs (versions officiellement soutenues) d'Ubuntu.
À ce titre, les applications de base diffèrent légèrement de celles d'Ubuntu et dérivent de celles utilisées par le bureau Gnome 2 :
- Caja - gestionnaire de fichiers (dérivé de Nautilus) ;
- Pluma - éditeur de texte (dérivé de gedit) ;
- Eye of Mate - visionneuse d'images (dérivée de Eye of GNOME) ;
- Atril - visionneuse de documents (dérivée d'Evince) ;
- Engrampa - gestionnaire d'archives (dérivé de File Roller) ;
- MATE Terminal - émulateur de terminal (dérivé de GNOME Terminal).

Toutefois, on retrouve des logiciels libres classiquement utilisés dans d'autres distributions :
- Firefox, navigateur Internet ;
- LibreOffice, suite bureautique ;
- Rhythmbox, gestionnaire et lecteur musical (fichiers sonores, flux de syndication et baladodiffusés) ;
- Shotwell, gestionnaire et visionneuse d'images ;
- Thunderbird, client de messagerie ;
- VLC, lecteur multimédia, remplacé par Gnome MPV[3] depuis Ubuntu Mate 19.10.

## Ressources système
Le bureau MATE étant dérivé du bureau GNOME 2, cette version d'Ubuntu peut s'installer sur des machines relativement anciennes.

### Ressources minimales conseillées
- processeur Intel Pentium III à 750 MHz ou équivalent ;
- 512 Mo de RAM ;
- 8 Go d'espace disque libre ;
- écran avec une résolution de 1024 x 768.

### Ressources recommandées
- processeur Intel Core 2 Duo à 1,6 GHz ou équivalent ;
- 2 Go de RAM ;
- 16 Go d'espace disque libre ;
- écran avec une résolution minimale de 1366 x 768 ;
- carte graphique avec capacité 3D.